# 4130 Ramanujan
A 4130 Ramanujan (ideiglenes jelöléssel 1988 DQ1) a Naprendszer kisbolygóövében található aszteroida. R. Rajamohan fedezte fel 1988. február 17-én.